# Cappeln (Oldenburg)
Cappeln (Oldenburg) ist eine Einheitsgemeinde im Landkreis Cloppenburg im Oldenburger Münsterland in Niedersachsen.

## Geografie

### Gemeindegliederung
Zur Gemeinde Cappeln gehören folgende Gemeindeteile (Einwohnerzahlen in Klammern, Stand 10. Mai 2023):
| - Cappeln (Ort) (3030) - Bokel (1004) - Elsten (651) - Hochelsten (47) - Mintewede (30) - Nutteln (158) | - Schwichteler (330) - Sevelten (1794) - Tegelrieden (48) - Tenstedt (1028) - Warnstedt (154) |

### Benachbarte Gemeinden und Ortschaften
Benachbarte Gemeinden und Ortschaften sind, beginnend von Norden im Uhrzeigersinn, die Emsteker Bauerschaft Höltinghausen, die Gemeinde Emstek, die Stadt Vechta, die Gemeinde Bakum, die Bakumer Ortschaft Lüsche, die Gemeinde Essen, die Gemeinde Lastrup sowie die Stadt Cloppenburg.
Umliegende Ortschaften im Überblick
| Cloppenburg (6 km) | Höltinghausen (6 km) | Emstek (4 km)  |  |
| Lastrup (17 km)    |                      | Vechta (15 km) |  |
| Essen (16 km)      | Lüsche (9 km)        | Bakum (9 km)   |  |

Die Entfernungsangaben beziehen sich auf die Entfernung bis zum Ortszentrum.

### Landschaftsnutzung
Die Gemeinde Cappeln ist überwiegend landwirtschaftlich geprägt und weitmaschig besiedelt. 82 % der Fläche der Gemeinde sind landwirtschaftlich genutzt, weitere 11 % bestehen aus Wald. Die restlichen Areale sind als Ödland, Siedlungs- und Verkehrsflächen anzusehen.

## Klima
In Cappeln herrscht ein durch feuchte Nordwestwinde von der Nordsee beeinflusstes gemäßigtes Seeklima mit milden Wintern, warmen Sommern und ganzjährig gleichmäßig verteilten, mäßigen Niederschlägen. Die Sommer sind häufig trocken und sonnig, während im Winter gelegentlich Schnee fällt.
Im Jahre 2023 betrug die durchschnittliche Temperatur 11,2 °C. Sie ist tendenziell steigend. Sie betrug in den letzten zehn Jahren durchschnittlich 10,6 °C und in den letzten 100 Jahren waren es durchschnittlich 9,2 °C. Zwischen Mai und August kann mit durchschnittlich 20–25 Sommertagen (klimatologische Bezeichnung für Tage, an denen die Maximaltemperatur 25 °C übersteigt) gerechnet werden. Es gibt je nach Messmethode und Definition durchschnittlich etwa 1627[2] - 2275 Sonnenstunden pro Jahr. Es fällt jährlich ca. 700 mm Niederschlag.

## Geschichte

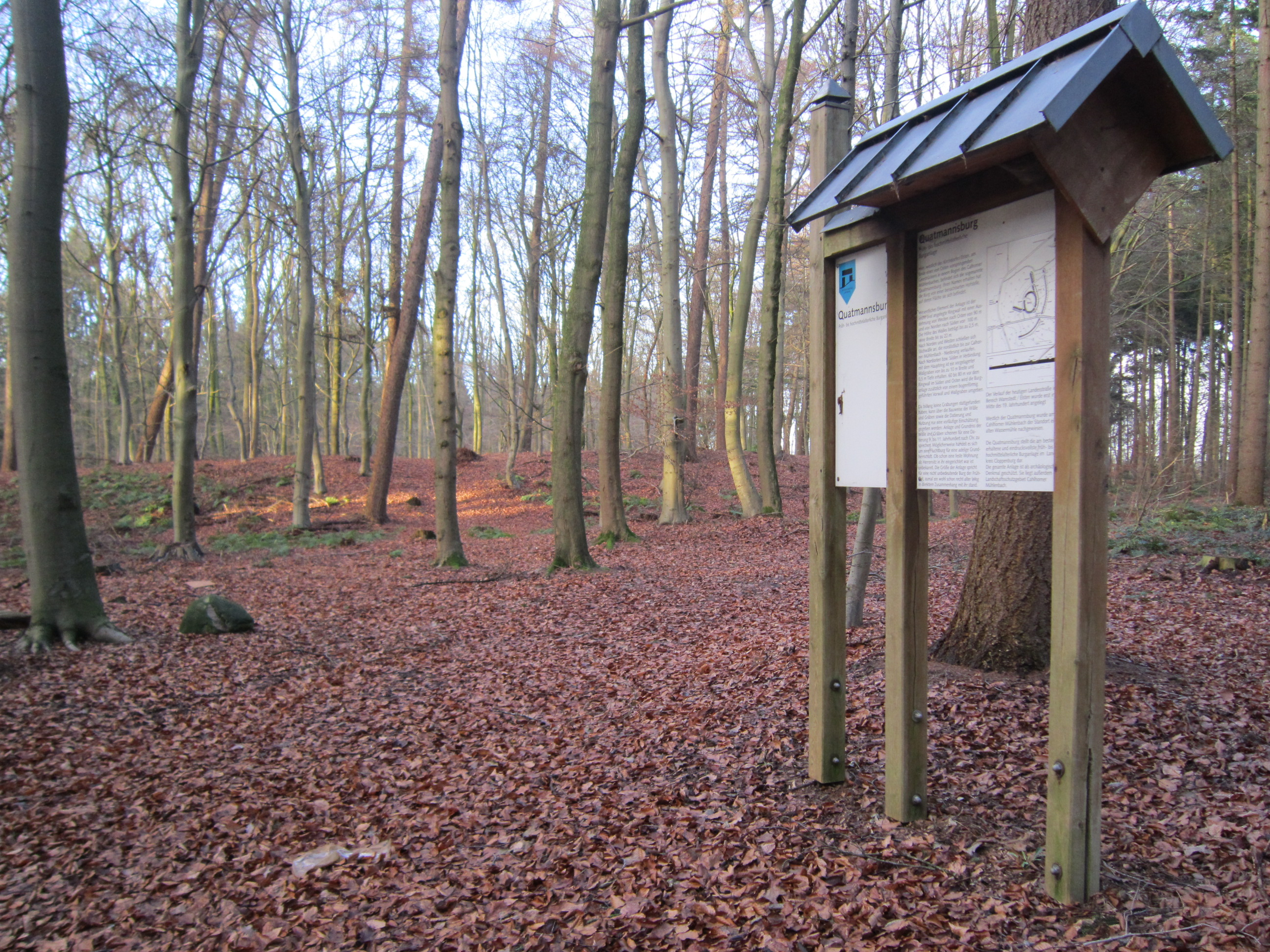
Eingang zur Quatmannsburg

Am Calhorner Mühlenbach befinden sich die Reste der Ringwall-Anlage Quatmannsburg. Die Burg besteht aus einem Ringwall von 90 bis 100 m Durchmesser mit einer Höhe von bis zu 2 m hoch und einer Breite von bis zu 22 m. Das Alter der Anlage ist nicht bekannt. Die gemachten Funde stammen aus dem 11. und 12. Jahrhundert. Die Anlage ist nach den heutigen Grundstückseigentümern benannt worden.
Erste urkundliche Erwähnung des Ortes war im Jahr 1159, als sich Cappeln von Emstek löste und eine selbstständige Kirchengemeinde gründete. Der Name „Cappeln“ bedeutet „Kapelle“. Bereits vor 1150 baute man in Cappeln die erste Kirche, die erst im Jahre 1900 abgebrochen werden musste. Die Ortschaften Elsten, Bokel, Tenstedt und Osterhausen wurden erstmals 1217 in einer Urkunde erwähnt. Nach längeren Verhandlungen wurde 1889 die erste Kapelle zwischen den Orten Warnstedt und Elsten errichtet.
Der Ort Sevelten wird bereits in einer ungenau datierten Urkunde des Klosters Corvey aus der Zeit zwischen 1000 und 1090 erwähnt als „Swiveldon“, später „Svivulten“ (1110). Die erste Kapelle in Sevelten ist aus dieser Zeit.

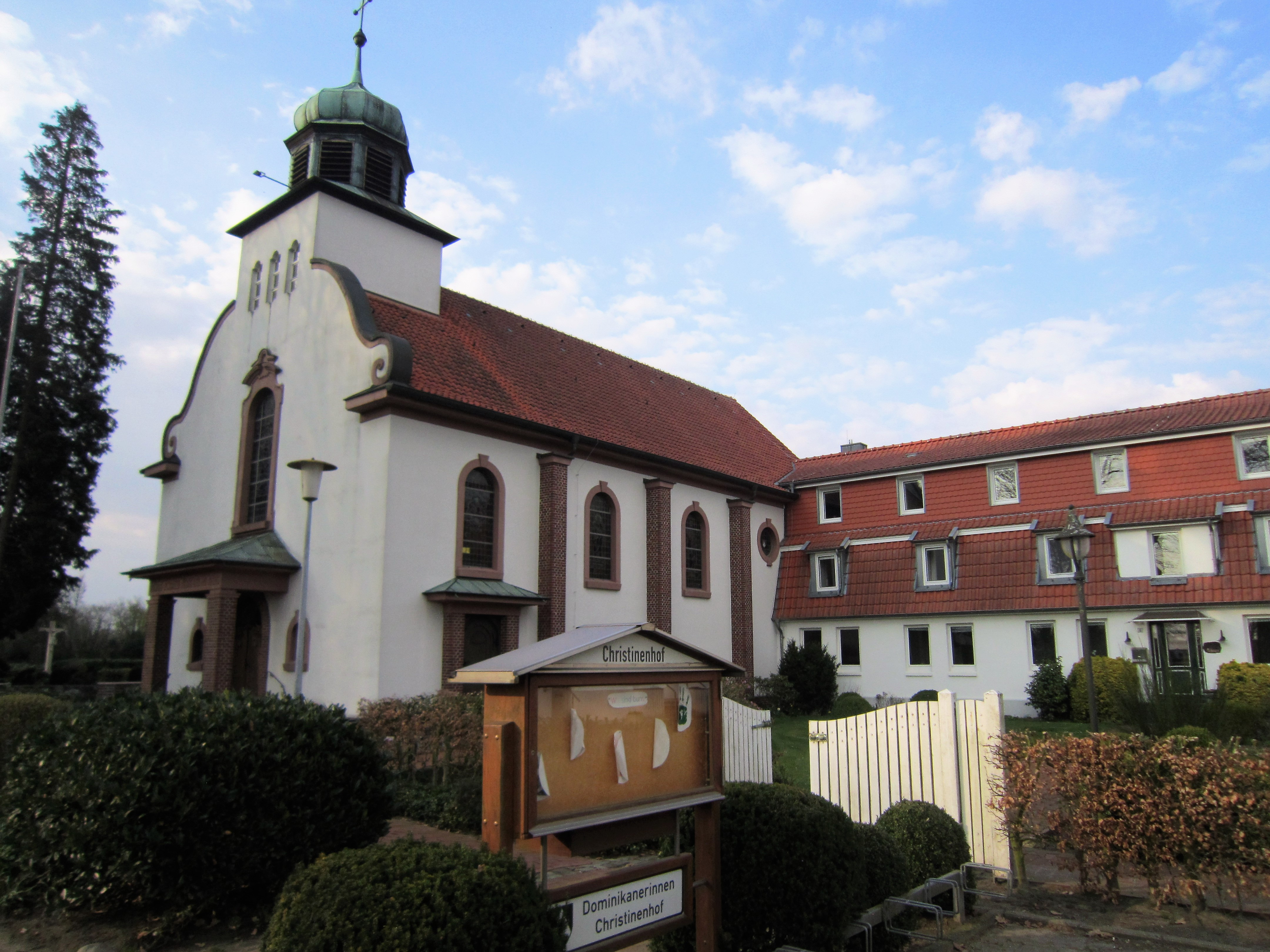
Ehemaliges Kloster Christinenhof der Dominikanerinnen in Schwichteler

Der Ort Schwichteler erhielt 1929 ein Kloster der Ilanzer Dominikanerinnen, genannt „Christinenhof“. 2016 wurde das bis dahin als Bildungseinrichtung geführte Kloster geschlossen. In dem Gebäude sind zurzeit unbegleitete minderjährige Flüchtlinge untergebracht.
Politische Zugehörigkeit
- bis 1252 zur Grafschaft Ravensberg-Vechta
- 1252–1803 zum Hochstift Münster und dem Amt Vechta
- 1803–1810 zum Amt Cloppenburg und zum Herzogtum Oldenburg
- 1811–1814 zum französischen Hanseatischen Département de l’Ems-Supérieur (Departement der Oberen Ems)
- 1814–1918 zum Amt Cloppenburg und zum Großherzogtum Oldenburg
- 1918–1946 zum Amt Cloppenburg und zum Land Oldenburg
- seit 1946 zum Landkreis Cloppenburg und zum Land Niedersachsen

## Religionen
Die Einwohner der Gemeinde Cappeln gehörten (Stand 2021) mit 55,15 % mehrheitlich der römisch-katholischen Konfession an. 13,33 % der Einwohner waren evangelisch-lutherisch und 31,52 % gehörten anderen oder keiner Konfession an.

### Römisch-katholische Kirchen
Cappeln und Emstek gehörten bis 1668 zum Bistum Osnabrück, seitdem zum Bistum Münster.
- St. Peter und Paul in Cappeln
- St. Franciscus von Assisi in Elsten
- St. Marien in Sevelten
- Klosterkirche des ehemaligen Dominikanerinnenklosters Christinenhof in Schwichteler

### Evangelisch-lutherische Kirchen
- St. Martin in Cappeln

## Politik

### Gemeinderat
Der Rat der Gemeinde Cappeln besteht aus 20 Ratsfrauen und Ratsherren. Dies ist die festgelegte Anzahl für eine Gemeinde mit einer Einwohnerzahl zwischen 7001 und 8000 Einwohnern. Die 20 Ratsmitglieder werden durch eine Kommunalwahl für jeweils fünf Jahre gewählt. Die aktuelle Amtszeit begann am 1. November 2021 und endet am 31. Oktober 2026.
Stimmberechtigt im Gemeinderat ist außerdem der hauptamtliche Bürgermeister Marcus Brinkmann.
Die letzte Kommunalwahl am 12. September 2021 führte zu folgendem Ergebnis (mit Vergleichszahlen der beiden vorigen Wahlen):
| Partei / Liste  | 12. September 2021 | 12. September 2021 | 12. September 2021 |         | 11. September 2016 | 11. September 2016 | 11. September 2016 |         | 11. September 2011 | 11. September 2011 | 11. September 2011 |
| Partei / Liste  | Stimmen            | Anteil             | Sitze              | Stimmen | Anteil             | Sitze              | Stimmen            | Anteil  | Sitze              |                    |                    |
| CDU             | 5494               | 51,92 %            | 11                 | 5236    | 54,04 %            | 10                 | 6602               | 75,99 % | 15                 |                    |                    |
| UWG             | 2999               | 28,34 %            | 6                  | 2556    | 26,38 %            | 5                  | –                  | –       | –                  |                    |                    |
| SPD             | 0872               | 8,24 %             | 1                  | 1119    | 11,54 %            | 2                  | 1534               | 17,65 % | 4                  |                    |                    |
| FDP             | 0810               | 07,65 %            | 1                  | 0492    | 05,07 %            | 1                  | 0551               | 06,34 % | 1                  |                    |                    |
| GRÜNE           | 0407               | 03,85 %            | 1                  | 0286    | 02,95 %            | –                  | –                  | –       | –                  |                    |                    |
| Wahlbeteiligung | 56,25 %            | 56,25 %            | 56,25 %            | 61,01 % | 61,01 %            | 61,01 %            | 58,19 %            | 58,19 % | 58,19 %            |                    |                    |

### Bürgermeister
Bei der Bürgermeisterwahl vom 10. September 2006 setzte sich Reinhold Grote von der CDU als einziger Kandidat mit 2.211 Ja-Stimmen durch. Er beendete seine Amtszeit vorzeitig aus Altersgründen.
Bei der Direktwahl am 22. September 2013 erhielt Marcus Brinkmann als Einzelbewerber gegen zwei parteigebundene Kandidaten 1886 Stimmen (50,03 %). Eine Stimme reichte zur absoluten Mehrheit. Die Wahlbeteiligung betrug 71,40 Prozent. Seine Amtszeit begann am 1. November 2013.

### Wappen
Das Wappen der Gemeinde Cappeln zeigt in Gold einen schwarzen, rot gezäumten Pferdekopf. Das Wappen weist auf die früher in der ganzen Gemeinde betriebene Pferdezucht hin. Hierbei ist besonders der Hof Vorwerk zu erwähnen, der seit über 100 Jahren eine Zuchtstation für die Oldenburger Pferde ist.

### Städtepartnerschaften
Am 5. Juli 1991 wurde mit der Gemeinde Langenstein im Landkreis Halberstadt (Sachsen-Anhalt) ein Partnerschafts-Vertrag geschlossen.

## Kultur und Sehenswürdigkeiten
- Cappelner Bruch, Landschaftsschutzgebiet

### Bauwerke
- Kirche St. Peter und Paul (Cappeln)
- Pastorat, erbaut 1711 (Cappeln)
- Gestüt Vorwerk (Cappeln)[11]
- Kirche St. Marien (Sevelten)
- Kirche St. Franziskus (Elsten)

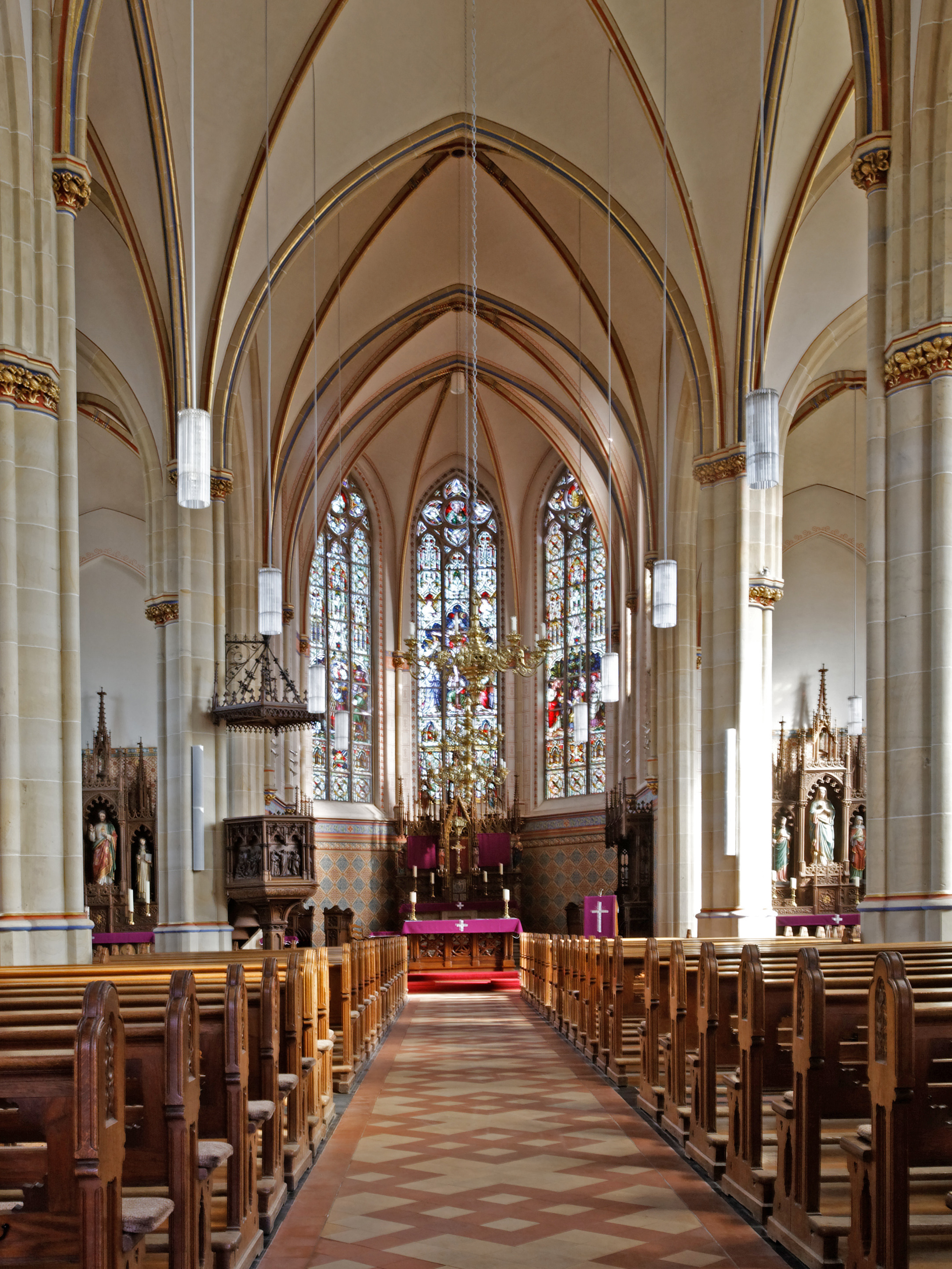
St. Peter und Paul (Cappeln)
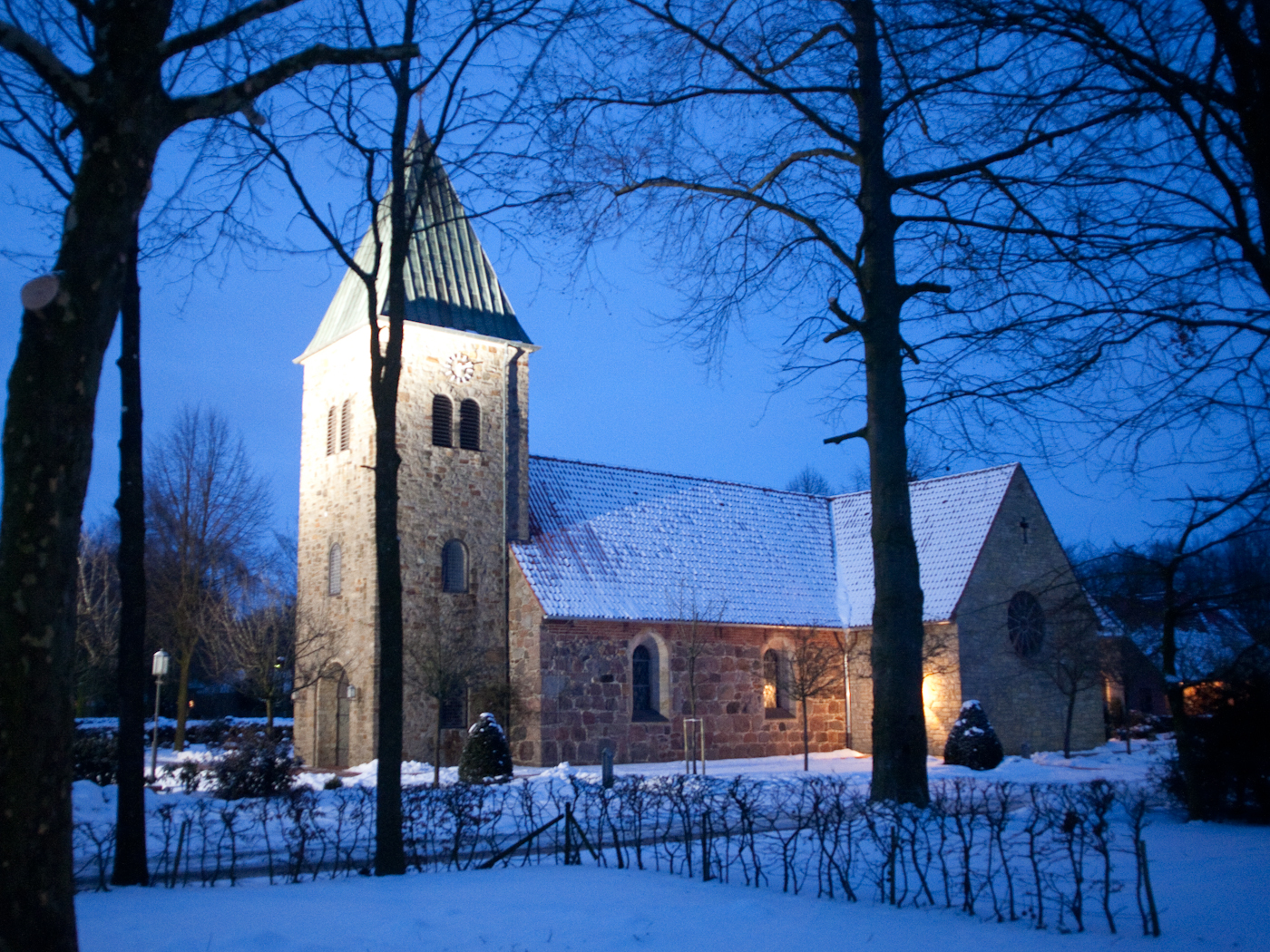
St. Marien (Sevelten)
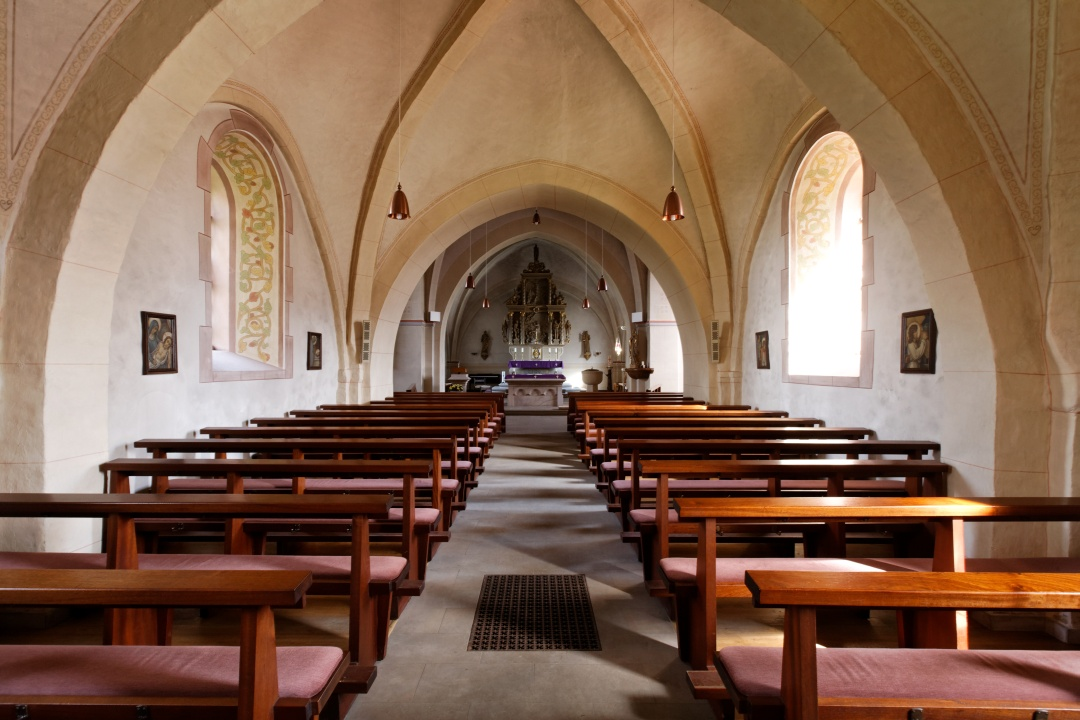
St. Marien (Sevelten)
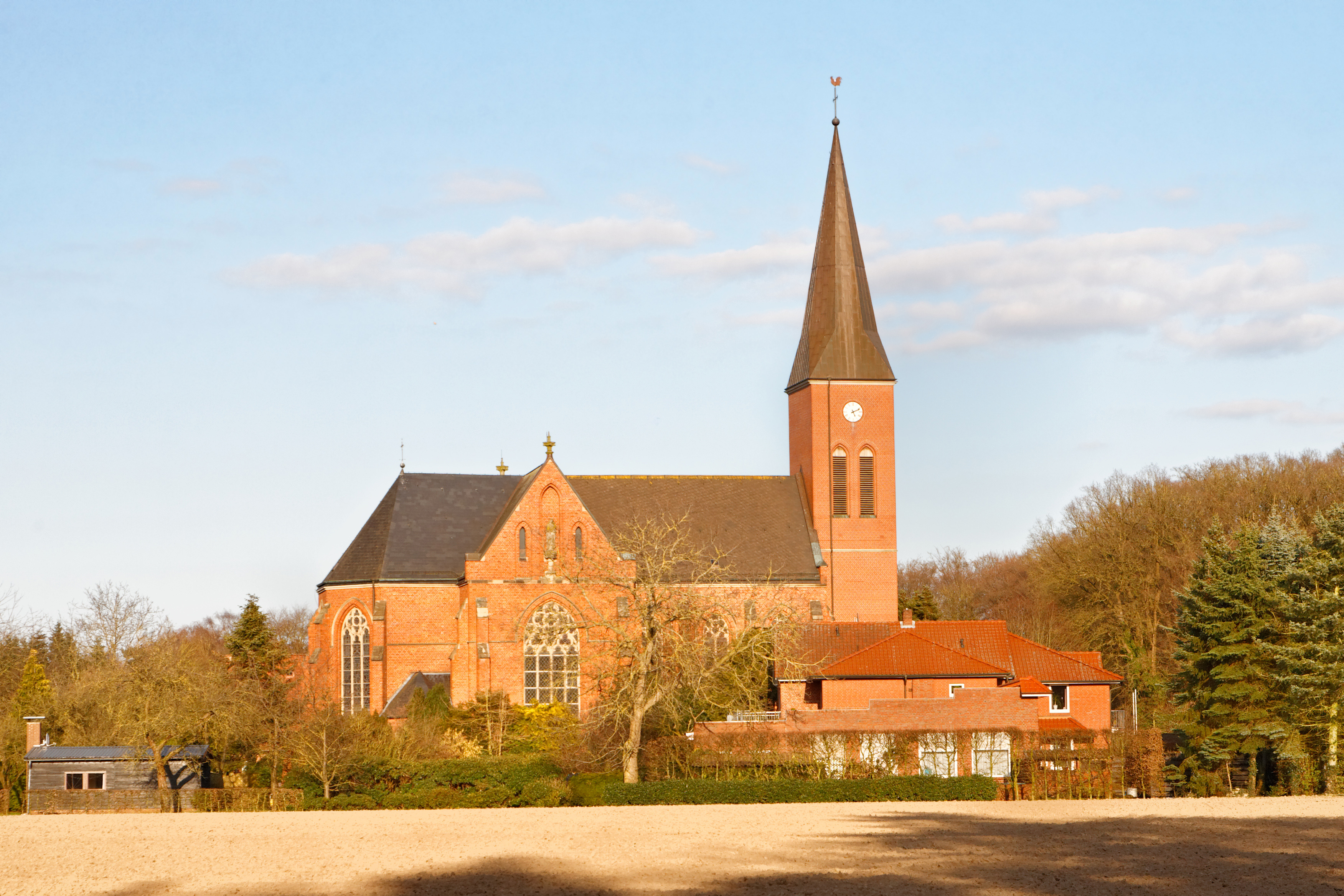
St. Franziskus (Elsten)

## Wirtschaft und Infrastruktur

### Verkehr
Cappeln ist über die Bundesstraße B 72 (Europastraße E 233) und die Bundesautobahn A 1 (E 37) an das Fernstraßennetz angeschlossen. Von 1914 bis 1965 erschloss die Kleinbahn Vechta–Cloppenburg mit Haltestellen zunächst in Schwichteler, später in Tenstedt und Cappeln die Gemeinde.

### Bildung
Verschiedene Einrichtungen im Bereich der Bildung bzw. Kultur sind in Cappeln vorzufinden, u. a.:
- zwei Grundschulen
- eine Oberschule
- eine Musikschule
- drei Kindergärten
- fünf Büchereien

## Söhne und Töchter der Gemeinde
- Maria Brand (1877–1956), erste weibliche Landtagsabgeordnete im Oldenburgischen Landtag
- Leo Reinke (1909–1978), niedersächsischer Landespolitiker (CDU), von 1951 bis 1974 Mitglied des Niedersächsischen Landtages
- Günter Dreyer (1943–2019), Ägyptologe, von 1998 bis 2008 erster Direktor der Abteilung Kairo des Deutschen Archäologischen Instituts (DAI)
- Hermann Kokenge (1949–2014), deutscher Landschaftsarchitekt und Rektor der TU Dresden
- Christoph Eilers  (* 1969), Abgeordneter für den Landtag Niedersachsen